# CIDEB
CIDEB (англ. Cell death-inducing DFFA-like effector b) – білок, який кодується однойменним геном, розташованим у людей на короткому плечі 14-ї хромосоми. Довжина поліпептидного ланцюга білка становить 219 амінокислот, а молекулярна маса — 24 678.
| 10         |  | 20         |  | 30         |  | 40         |  | 50         |
| ---------- |  | ---------- |  | ---------- |  | ---------- |  | ---------- |
| MEYLSALNPS |  | DLLRSVSNIS |  | SEFGRRVWTS |  | APPPQRPFRV |  | CDHKRTIRKG |
| LTAATRQELL |  | AKALETLLLN |  | GVLTLVLEED |  | GTAVDSEDFF |  | QLLEDDTCLM |
| VLQSGQSWSP |  | TRSGVLSYGL |  | GRERPKHSKD |  | IARFTFDVYK |  | QNPRDLFGSL |
| NVKATFYGLY |  | SMSCDFQGLG |  | PKKVLRELLR |  | WTSTLLQGLG |  | HMLLGISSTL |
| RHAVEGAEQW |  | QQKGRLHSY  |  |            |  |            |  |            |

A: Аланін

C: Цистеїн

D: Аспарагінова кислота

E: Глутамінова кислота

F: Фенілаланін

G: Гліцин

H: Гістидин

I: Ізолейцин

K: Лізин

L: Лейцин

M: Метіонін

N: Аспарагін

P: Пролін

Q: Глутамін

R: Аргінін

S: Серин

T: Треонін

V: Валін

W: Триптофан

Задіяний у такому біологічному процесі, як апоптоз. 